# Liste der Kulturdenkmale in Waltershausen-Schmerbach

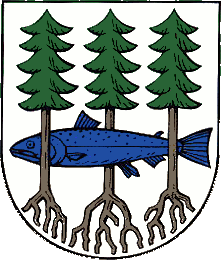

Die Liste der Kulturdenkmale in Waltershausen-Schmerbach enthält die Kulturdenkmale, die am 29. Juni 2023 in der Denkmalliste der unteren Denkmalschutzbehörde des Landkreises Gotha zu Schmerbach, Ortsteil von Waltershausen, verzeichnet waren.

## Legende
- Bild: zeigt ein Bild des Kulturdenkmals und gegebenenfalls einen Link zu weiteren Fotos des Kulturdenkmals im Medienarchiv Wikimedia Commons
- Bezeichnung: Name, Bezeichnung oder die Art des Kulturdenkmals
- Lage: Wenn vorhanden Straßenname und Hausnummer des Kulturdenkmals; Grundsortierung der Liste erfolgt nach dieser Adresse. Der Link Karte führt zu verschiedenen Kartendarstellungen und nennt die Koordinaten des Kulturdenkmals.
 Kartenansicht, um Koordinaten zu setzen – in dieser Kartenansicht sind Kulturdenkmale ohne Koordinaten mit einem roten bzw. orangen Marker dargestellt und können in der Karte gesetzt werden. Kulturdenkmale ohne Bild sind mit einem blauen bzw. roten Marker gekennzeichnet, Kulturdenkmale mit Bild mit einem grünen bzw. orangen Marker.
- Datierung: gibt das Jahr der Fertigstellung beziehungsweise das Datum der Erstnennung oder den Zeitraum der Errichtung an
- Beschreibung: bauliche und geschichtliche Einzelheiten des Kulturdenkmals, vorzugsweise die Denkmaleigenschaften
- ID: Die ID identifiziert das Kulturdenkmal eindeutig. In Thüringen sind aktuell keine IDs veröffentlicht. In der ID-Spalte kann sich auch folgendes Icon  befinden, dies führt zu Angaben zu diesem Kulturdenkmal bei Wikidata.

## Einzeldenkmale
| Bild                                    | Bezeichnung                              | Lage                                | Datierung | Beschreibung                             | ID |
| --------------------------------------- | ---------------------------------------- | ----------------------------------- | --------- | ---------------------------------------- | -- |
| Direkt Bild zu diesem Denkmal hochladen | Wohnhaus, Mauer, altes Bergmannshäuschen | Obergasse 13–14                     |           | Wohnhaus, Mauer, altes Bergmannshäuschen |    |
| Direkt Bild zu diesem Denkmal hochladen | Laufbrunnen                              | Waltershäuser Landstraße            |           | Laufbrunnen                              |    |
| weitere Bilder Fotos hochladen          | Christus-Kirche                          | Waltershäuser Landstraße 20 (Karte) | 1851      | Kirche, Ausstattung und Kirchhof         |    |
| Fotos hochladen                         | Bauernhaus                               | Waltershäuser Landstraße 27         |           | Bauernhaus                               |    |
| Direkt Bild zu diesem Denkmal hochladen | Drei Laufbrunnen                         | Wintersteiner Landstraße            |           | Drei Laufbrunnen                         |    |
| Direkt Bild zu diesem Denkmal hochladen | Hofanlage                                | Wintersteiner Landstraße 7          |           | Hofanlage                                |    |

## Archäologische Denkmale
| Bild                                    | Bezeichnung      | Lage               | Datierung | Beschreibung     | ID |
| --------------------------------------- | ---------------- | ------------------ | --------- | ---------------- | -- |
| Direkt Bild zu diesem Denkmal hochladen | Steinkreuzgruppe | Östlicher Ortsrand |           | Steinkreuzgruppe |    |